# Gerhard Seibold
Gerhard Seibold, född den 13 maj 1943 i Klosterneuburg, Österrike, är en österrikisk kanotist.
Han tog bland annat VM-guld i K-2 1000 meter i samband med sprintvärldsmästerskapen i kanotsport 1970 i Köpenhamn.